# Calf Sound
Calf Sound är ett sund utanför Isle of Man.  Det ligger i den sydvästra delen av Isle of Man, 23 km väster om huvudstaden Douglas. Det separerar huvudön från den mindre ön Calf of Man.